# Paracarnus cubanus
Paracarnus cubanus är en insektsart som beskrevs av Bruner 1934. Paracarnus cubanus ingår i släktet Paracarnus och familjen ängsskinnbaggar. Inga underarter finns listade i Catalogue of Life.